# Tankgewehr M1918
Das Tankgewehr M1918 war eine deutsche Panzerbüchse des Ersten Weltkrieges und weltweit die erste ihrer Art.

## Ursprung
Die erstmals in der Schlacht an der Somme im September 1916 von der britischen Armee eingesetzten Panzerfahrzeuge des Typs Mark I überraschten die deutsche Heeresleitung. Die deutschen Truppen verfügten zu diesem Zeitpunkt über keine wirksamen Abwehrmittel gegen dieses als Tank bezeichnete neue Gefechtsfahrzeug (Tank war ursprünglich der Tarnname der Briten für ihre neue Waffe, der aber – besonders im Ersten Weltkrieg – auch von den Deutschen zur Bezeichnung des Panzers verwendet wurde). Mit Maschinengewehren wie dem MG 08 war den Tanks nicht beizukommen, dazu waren dringend Waffen eines erheblich größeren Kalibers erforderlich.

## Technik

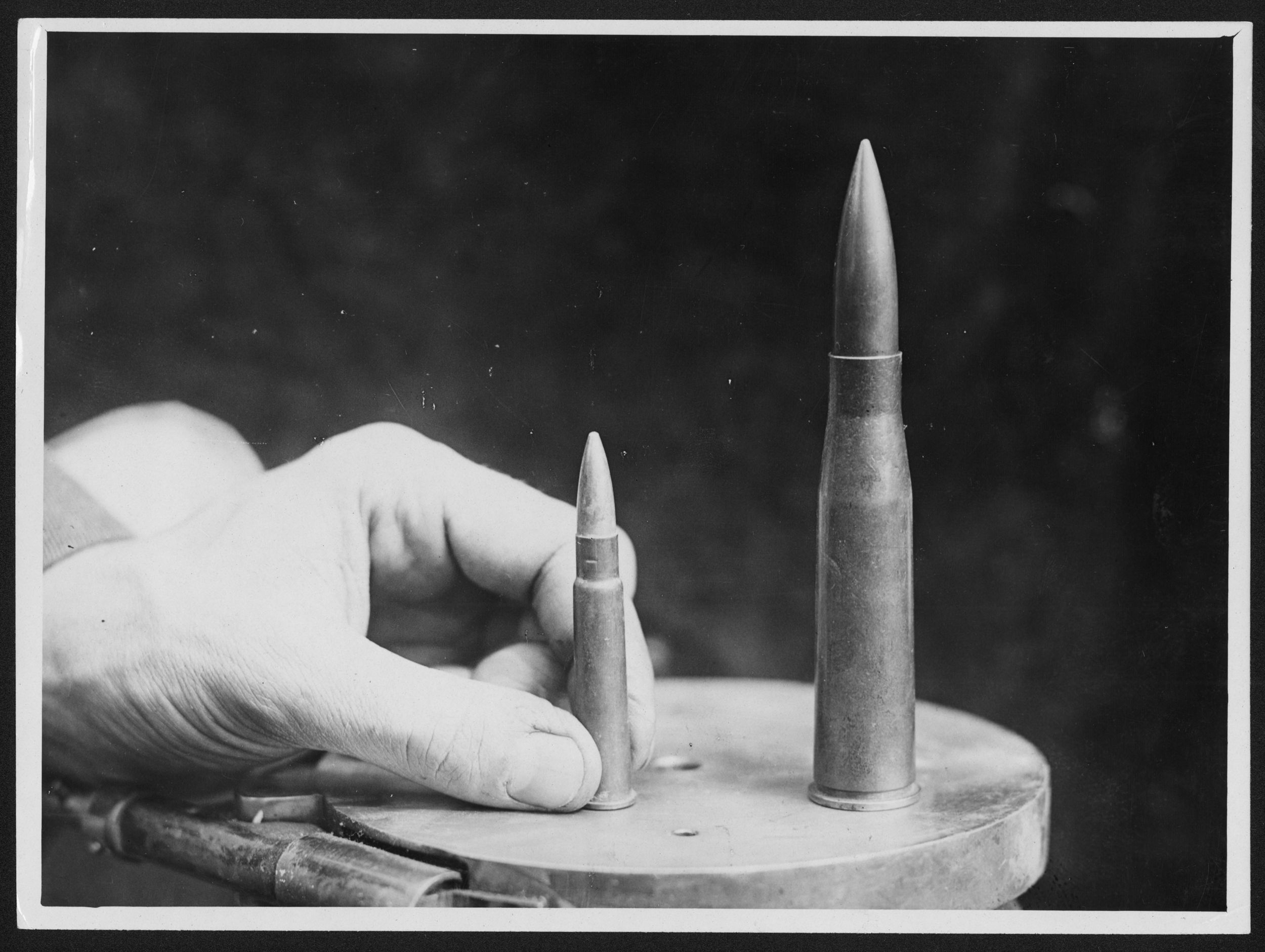
.303 British (links) und 13 × 92 mm HR (rechts)

Die Firma Mauser erhielt 1917 einen diesbezüglichen Auftrag. Es entstand eine Waffe, die wie ein überdimensioniertes Gewehr 98 aussah. Der Schaft war so groß, dass er nicht mehr umfasst werden konnte. Stattdessen wurde ein Pistolengriff angefügt, um den sicheren Halt zu gewährleisten. Auch der Verschluss ähnelte dem 98er, wobei aufgrund der stärkeren Munition am Zylinder zusätzliche Verriegelungswarzen angebracht wurden. Das Kaliber des Tankgewehres betrug 13,25 mm, wofür eigens die neue Patrone 13 × 92 mm HR entwickelt wurde.

## Im Gefecht

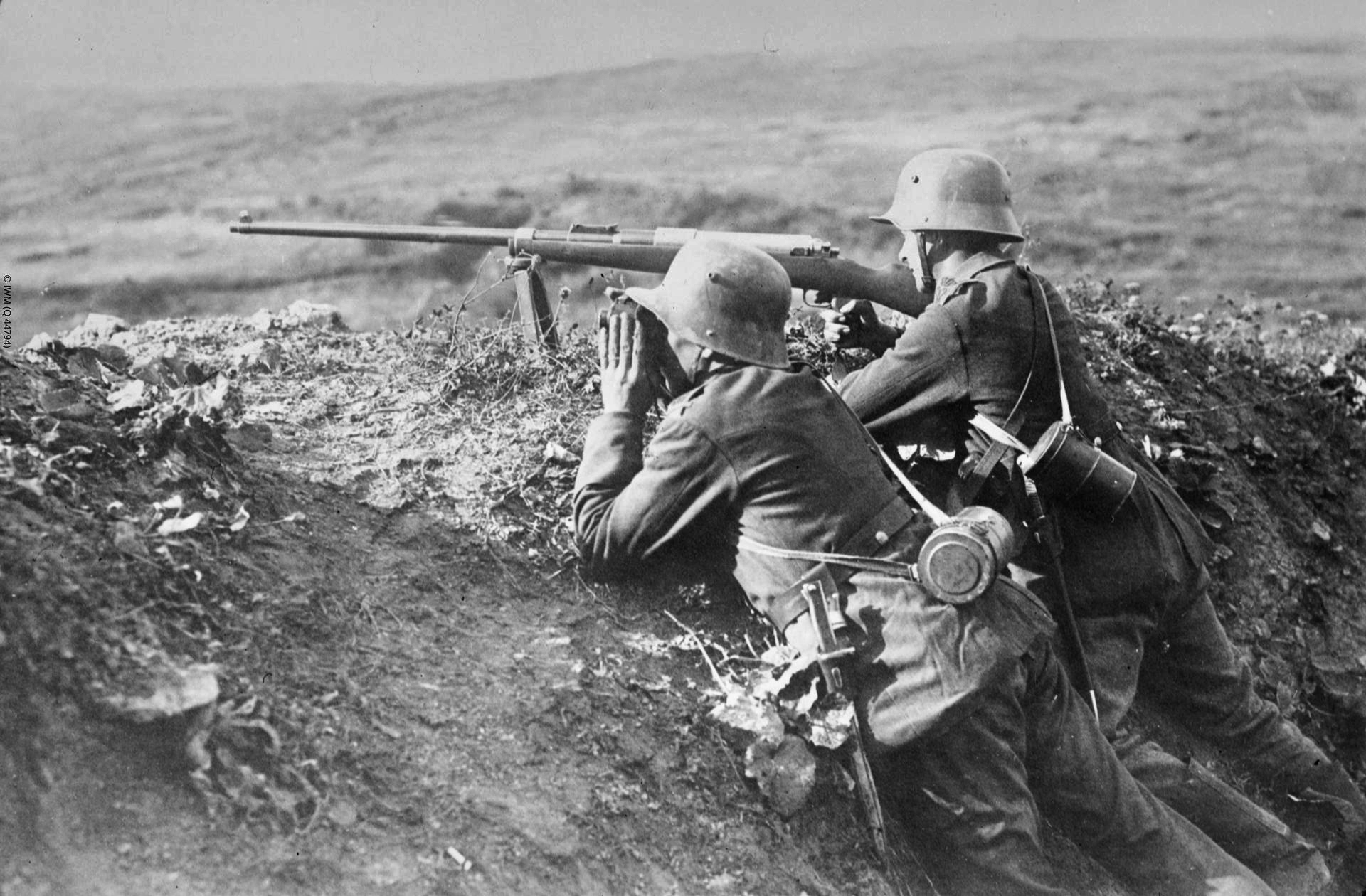
Schütze mit Beobachter vom Infanterie-Regiment Nr. 124 der 27. Infanterie-Division, Württemberg

Das Tankgewehr war zum Zeitpunkt seines Truppeneinsatzes 1918 die weltweit erste Waffe, die speziell für diesen Zweck entwickelt worden war. Sie bot noch keine der Merkmale späterer Panzerbüchsen wie Mündungsbremsen oder Federpuffer; auch die Kolbenplatte war nicht gepolstert. Dementsprechend hart war der Rückstoß. Vor dem Schuss musste das nach hinten geneigte Zweibein im Grund verankert und der Kolben fest eingezogen werden, sonst bestand die reale Gefahr der Verletzung beim Abfeuern. Durch die plötzliche und harte Erschütterung bekam der Schütze meist schon nach wenigen Schüssen Kopf- und Gliederschmerzen und war oft nicht mehr in der Lage weiterzuschießen.
Die Geschosse waren auf eine Distanz von 100 Metern in der Lage, eine 20 bis 25 Millimeter starke Stahlpanzerung zu durchschlagen. Auch wenn dies für Tanks der Typen Mark I bis Mark V ausreichend war, so führte selbst ein durchschlagender Treffer selten dazu, dass ein Fahrzeug außer Gefecht gesetzt wurde, sofern nicht Besatzungsmitglieder oder Teile des Antriebssystems getroffen wurden.
Um Schutzschilde der Alliierten zu durchbrechen, wurde bereits zu Beginn des Jahres 1915 panzerbrechende Munition an die Scharfschützen ausgegeben und es ist bekannt, dass im weiteren Verlauf des Krieges das Tankgewehr M1918 auch bei den deutschen Scharfschützen zum Einsatz kam. Mit diesem Gewehr wurden z. B. bei befestigten MG-Stellungen der Alliierten sowohl die Waffe als auch deren Bedienungsmannschaft erfolgreich ausgeschaltet.